# The Flying Burrito Brothers
The Flying Burrito Brothers var en amerikansk rockgrupp bildad 1968 i Kalifornien av de två före detta Byrds-medlemmarna Gram Parsons och Chris Hillman.

## Biografi
Gruppen spelade en elektrifierad form av country och var mycket stilbildande, både musikaliskt och visuellt. Med sina två första album The Gilded Palace of Sin (1969) och Burrito Deluxe (1970) satte de standarden för vad som senare skulle komma att benämnas som countryrock.
Övriga bandmedlemmar från de två första albumen var "Sneaky" Pete Kleinow på steelgitarr, Chris Ethridge (på The Gilded Palace of Sin) samt Bernie Leadon och Michael Clarke (på Burrito Deluxe).
Musiken skrevs till största del av Gram Parsons och Chris Hillman. Burrito-låtar värda ett särskilt omnämnande är "Christine's Tune", "Sin City", "Juanita", "Hot Burrito #1", "Lazy Days" och "Cody, Cody". Utöver de egenkomponerade sångerna har bandet även spelat in ett antal uppmärksammade covers bland annat på The Rolling Stones "Wild Horses" (vilken Parsons fick tillåtelse från Keith Richards att spela in ett år innan Stones själva släppte sin egen version på skivan Sticky Fingers) och James Carrs "At the Dark End of the Street".
Rent kommersiellt fick gruppen aldrig något större genombrott, men var mycket uppskattade bland många samtida rockartister som Bob Dylan och The Rolling Stones. Förutom musiken utmärkte sig även The Flying Burrito Brothers med sina scenkostymer uppsydda av Nudie Cohn som tidigare hade ekiperat stora stjärnor som Elvis Presley och Merle Haggard. Parsons kostym var mest iögonfallande med sina broderier föreställande marijuanablad och allehanda andra droger.
Parsons lämnade gruppen efter utgivningen av Burrito Deluxe. Även Chris Hillman slutade spela med gruppen något år efter Parsons avhopp. The Flying Burrito Brothers har dock fortsatt att spela in skivor.
The Flying Burrito Brothers har varit en stor inspirationskälla för många alt-country-artister, som till exempel Ryan Adams, Uncle Tupelo, Wilco, Steve Earle och Beachwood Sparks.
The Flying Burrito Brothers refereras återkommande till i olika country låtar. Mest uppenbart figurerar de i David Allan Coe's sång "Willie, Waylon and Me". Titeln refererar utöver sångaren själv till country-stjärnorna Willie Nelson och Merle Haggard. I texten sjunger han "I heard The Burritos out in Carlifornia could fly, higher that The Byrds" - vilket refererar till The Flying Burrito Brothers, och jämför dem med Gram Parsons och Chris Hillmans tidigare band The Byrds.

## Diskografi
- 1969 – The Gilded Palace of Sin
- 1970 – Burrito Deluxe
- 1971 – The Flying Burrito Brothers
- 1972 – The Last of the Red Hot Burritos
- 1974 – Bluegrass Special
- 1975 – Flying Again
- 1975 – Hot Burrito
- 1975 – Live in Amsterdam
- 1975 – Pop Chronik
- 1976 – Airborne
- 1978 – Live from Tokyo
- 1981 – Hearts on the Line
- 1982 – Sunset Sundown
- 1985 – Cabin Fever
- 1985 – Live from Amsterdam 1985
- 1986 – Live from Europe
- 1990 – Southern Tracks
- 1990 – Back to Sweethearts of the Rodeo
- 1991 – From Another Time
- 1991 – Close Encounters to the West Coast
- 1994 – Eye of a Hurricane
- 1995 – Tribute to Gram Parsons
- 1996 – Live at the Cannary
- 1997 – California Jukebox
- 1997 – Live in Europe
- 1999 – Bicentennial Burritos
- 1999 – Sons of the Golden West
- 2002 – Red Album: Live Studio Party in Hollywood
- 2009 – Sleepless Night
- 2011 – Authorized Bootleg: Fillmore East, New York, N.Y. - Late Show, November 7, 1970